# A Pillow of Winds
„A Pillow of Winds“ je druhá skladba z alba Meddle anglické progresivně rockové skupiny Pink Floyd, vydaného v roce 1971. Skladbu napsali baskytarista Roger Waters a kytarista David Gilmour.

## Sestava
- David Gilmour – zpěv, akustická a slide kytara
- Richard Wright – Hammondovy varhany
- Nick Mason – činely
- Roger Waters – baskytara